# Klewki (województwo mazowieckie)
Klewki – wieś w Polsce, położona w województwie mazowieckim, w powiecie przasnyskim, w gminie Przasnysz.
Miejscowość jest wsią sołecką.
| SIMC    | Nazwa   | Rodzaj    |
| ------- | ------- | --------- |
| 0517944 | Zacisze | część wsi |

W latach 1975–1998 miejscowość administracyjnie należała do województwa ostrołęckiego.
Przez miejscowość przepływa Węgierka, dopływ Orzyca.
Wierni Kościoła rzymskokatolickiego należą do parafii św. Stanisława Kostki w Przasnyszu.